# 奧列格·馬特欽
奧列格·瓦西里耶維奇·馬蒂特辛（俄语：Олег Васильевич Матыцин，1964年5月19日—），俄羅斯運動家。曾為前蘇聯與俄羅斯乒乓球選手，曾擔任俄羅斯學生運動聯盟（Российский студенческий спортивный союз）主席以及在2007年至2015年期間曾擔任歐洲人大學運動基金會副董事長等職，2015年9月8日，接任國際大學運動總會會長一職。 獲得中國大陸北京體育大學頒發榮譽博士，他目前也是國際大學運動總會委員會及俄羅斯聯邦體育文化運動發展總會（Совет по развитию физической культуры и спорта）成員之一。